# 萨姆·帕尼亚
萨姆·帕尼亚（英語：Sam Parnia）是一位英国籍的医学副教授，目前在纽约大学朗格尼卫生中心担任心肺复苏研究主任。在英国，他是南安普敦大学人类意识项目的负责人。帕尼亚因其在濒死体验和心肺复苏方面的研究而知名。